# Allwinner Technology
Zhuhai Allwinner Technology Co., Ltd. (chiń. 珠海全志科技股份有限公司) – chińskie przedsiębiorstwo z branży półprzewodnikowej. Zajmuje się tworzeniem układów scalonych do zastosowania w tabletach, odtwarzaczach multimedialnych, czytnikach e-booków i innych urządzeniach elektronicznych.
Układy Allwinner są wykorzystywane głównie w urządzeniach klasy niższej.
Przedsiębiorstwo zostało założone w 2007 roku, a swoją siedzibę ma w mieście Zhuhai.